# Waldemar Lorenz
Waldemar Lorenz (* 5. Oktober 1930 in Wildprechtroda; † 11. Februar 1984 in Freiberg) war ein deutscher Wirtschaftswissenschaftler und Hochschullehrer.

## Leben
Lorenz beendete 1949 mit der mittleren Reife die Schule. Er absolvierte eine kaufmännische Lehre bei der Konsumgenossenschaft Meiningen/Bad Salzungen und arbeitete anschließend eine Zeitlang als Buchhalter in seinem Ausbildungsbetrieb. Ab Dezember 1951 wirkte er fünf Jahre lang als Betriebswirtschaftler und stellvertretender Hauptbuchhalter bei der Staatlichen HO Industriewaren Bad Salzungen, außerdem holte er an der Abendschule das Abitur nach. Von 1957 bis 1961 studierte er Finanzökonomie an der Martin-Luther-Universität Halle-Wittenberg. Im Jahr 1958 trat er der SED bei.
Nach dem Erwerb des Diploms im Jahr 1961 ging Waldemar Lorenz an die Bergakademie Freiberg. Er arbeitete anfangs als wissenschaftlicher Assistent und ab September 1965 als wissenschaftlicher Mitarbeiter am Institut für Rechnungswesen und Finanzen. Am 14. April 1965 wurde er von der Bergakademie zum Dr. rer. oec. promoviert. Ab 1966 wirkte er als Leiter der Abteilung Betriebsorganisation und Datenverarbeitung im VEB Kalikombinat Werra in Merkers. Im April 1968 wurde er Dozent für Ökonomische Datenverarbeitung an der Bergakademie Freiberg. Vom März 1969 bis zum Mai 1970 leitete er dort die neu gegründete Abteilung Rechentechnik und Datenverarbeitung. Im September 1969 berief ihn die Bergakademie zum ordentlichen Professor für Informationsverarbeitung. Nach einer Umstrukturierung führte Lorenz ab 1. Juni 1970 die Arbeitsgruppe Informationsverarbeitung im Wissenschaftsbereich II der Sektion Sozialistische Betriebswirtschaft, gleichzeitig wurde er stellvertretender Leiter des Wissenschaftsbereichs. Am 30. November 1979 absolvierte er die Promotion B. Im Februar 1982 wurde er Direktor des Organisations- und Rechenzentrums der Bergakademie.
Waldemar Lorenz starb 1984 53-jährig in Freiberg.

## Veröffentlichungen (Auswahl)
- Die Gestaltung der Kostenplanung und Kostenrechnung für die Grubenbetriebe des Kalibergbaus in Abhängigkeit von einer umfassenden Kosten- und Ergebnisüberwachung. Dissertation, 1965 (Digitalisat)
- Ein Beitrag zur Methodik der Projektierung von automatisierten Systemen der Leitung. Dissertation B, 1979
- Inhalt und Methodik der Projektierung von Informationssystemen auf der Basis von Systemunterlagen (Programmbausteinen) und Datenbanken. Deutscher Verlag für Grundstoffindustrie Leipzig, 1981
- Methodische Aspekte der Projektierung und Bewertung der Effektivität von Informationssystemen im Bergbau bei Nutzung von Datenbanken. Deutscher Verlag für Grundstoffindustrie Leipzig, 1985